# 林叩斯 (埃古普托斯之子)
林叩斯（羅馬化：Lynkeús）神话中的阿尔戈斯国王。埃及国王埃古普托斯之子。他的妻子许珀耳涅斯特拉是达那俄斯的50个女儿之一——众姐妹中唯独她没有杀死丈夫。林叩斯后来杀死達那俄斯夺取了阿尔戈斯王位。

## 资料来源
- 《神话辞典》，（苏联）M·H·鲍特文尼克等，统一书号：2017·304